# La Gloria, Tamaulipas
La Gloria är en ort i Mexiko.   Den ligger i kommunen Aldama och delstaten Tamaulipas, i den centrala delen av landet, 400 km norr om huvudstaden Mexico City. La Gloria ligger 89 meter över havet och antalet invånare är 169.
Terrängen runt La Gloria är platt. Runt La Gloria är det glesbefolkat, med 10 invånare per kvadratkilometer. Närmaste större samhälle är Aldama, 9,7 km norr om La Gloria. Trakten runt La Gloria består till största delen av jordbruksmark.